# Fuensalida (kommunhuvudort)
Fuensalida är en kommunhuvudort i Spanien.   Den ligger i provinsen Toledo och regionen Kastilien-La Mancha, i den centrala delen av landet, 60 km sydväst om huvudstaden Madrid. Fuensalida ligger 592 meter över havet och antalet invånare är 10 967.
Terrängen runt Fuensalida är huvudsakligen platt. Fuensalida ligger uppe på en höjd. Runt Fuensalida är det ganska tätbefolkat, med 75 invånare per kvadratkilometer. Närmaste större samhälle är Torrijos, 10,2 km sydväst om Fuensalida. Trakten runt Fuensalida består till största delen av jordbruksmark.